# O Povo Branco
"O Povo Branco" (em inglês: "The White People") é um conto de horror do autor galês Arthur Machen. Escrito no final da década de 1890, foi publicado pela primeira vez em 1904 na Horlick's Magazine, editada pelo amigo de Machen, A. E. Waite, e depois reimpresso na coleção de Machen, The House of Souls (1906).
Desde então, a história foi descrita como um exemplo importante de ficção de terror, e até mesmo como uma das maiores histórias de terror de todos os tempos, influenciando gerações de escritores posteriores.

## Sinopse
Uma discussão entre dois homens sobre a natureza do mal leva um deles a revelar um misterioso Livro Verde que possui. É o diário de uma jovem, no qual ela descreve em prosa ingênua e evocativa as suas estranhas impressões sobre o campo em que vive, bem como as conversas com a sua ama, que a inicia num mundo secreto de folclore e magia negra. Ao longo do tempo, a menina faz alusões enigmáticas a temas como "ninfas", "Dôls", "voolas", "cerimônias brancas, verdes, e escarlates", "letras Aklo", as línguas "Xu" e "Chian", "jogos Mao", e um jogo chamado "Troy Town" (o último dos quais é uma referência a práticas reais envolvendo labirintos ou danças labirínticas). A história da menina desenvolve gradualmente uma atmosfera crescente de suspense, com sugestões de bruxaria, apenas para ser interrompida abruptamente no ponto em que uma revelação suprema parece iminente. Retornando à história principal, o guardião do diário revela que o corpo da menina foi mais tarde encontrado morto perto de uma estátua aparentemente pagã na floresta. Ele acrescenta que ela "se envenenou—com o tempo", fazendo a analogia de uma criança que encontra a chave de um armário de remédios trancado.

## Plano de fundo
A história foi escrita no final da década de 1890 como parte da luta de Machen para encontrar uma direção para um romance projetado, outras consequências do qual foram publicadas como a novela A Fragment of Life (coletada em The House of Souls) e como a coleção de poemas em prosa Ornaments in Jade (1924). Machen leu muito sobre literatura mística e folclore desde que um antigo empregador o colocou para trabalhar catalogando livros ocultos, e seu aprendizado deu ao seu conto uma profundidade e verossimilhança incomuns em tais obras.
O uso do Livro Verde como um documento falso tem raízes na tradição gótica e é semelhante ao uso de tais documentos por Bram Stoker em Drácula e ao uso do Necronomicon por H. P. Lovecraft e do diário de Wilbur Whateley em "The Dunwich Horror". Algumas das palavras e nomes estranhos no Livro Verde são termos realmente ocultos, mas a maioria foi inventada por Machen para a história. Destes, alguns seriam escolhidos por autores posteriores de ficção estranha—notadamente "Aklo", que foi usado por Lovecraft em conexão com a invocação de "Sabaoth" em "The Dunwich Horror".

## Recepção e influência
A história foi frequentemente reimpressa, e estudiosos e devotos da ficção sobrenatural frequentemente a citam como um clássico do gênero. E. F. Bleiler escreveu que a narrativa do Livro Verde "é provavelmente a melhor história sobrenatural do século, talvez na literatura", e Michael Dirda declarou: "Se eu fosse listar os maiores contos sobrenaturais de todos os tempos, começaria com 'The White People', de Arthur Machen, sobre a iniciação inconsciente de uma jovem em um culto antigo e sobrenatural." S. T. Joshi chamou o diário de "uma obra-prima de indireção, um enredo de Lovecraft contado por James Joyce", e o próprio H. P. Lovecraft escreveu que "a narrativa de Machen, um triunfo de seletividade e contenção hábeis, acumula enorme poder à medida que flui em uma torrente de tagarelice infantil inocente".
Como foi sugerido acima, Lovecraft adotou algumas das técnicas e terminologia de Machen para uso em suas histórias do Mito de Cthulhu. A história também serviu de inspiração para o romance The Ceremonies, de T. E. D. Klein, e pode ter influenciado o enredo do filme Pan's Labyrinth, de Guillermo del Toro. O romance de 2019, The Twisted Ones, de T. Kingfisher (Ursula Vernon), é uma versão contemporânea da história.